# Melanargia emma
Melanargia emma är en fjärilsart som beskrevs av Rocci 1930. Melanargia emma ingår i släktet Melanargia och familjen praktfjärilar. Inga underarter finns listade i Catalogue of Life.